# Kafsh Kanān
Kafsh Kanān (persiska: خُوش آبِ تَلخ, خُوشاب, خوُشاب تَلخ, خوُشاب, کفش کنان, Khowsh Āb-e Talkh, Kafshkanān, Khvosh Āb-e Talkh, كَفشكَنان, خوش آب تلخ) är en ort i Iran.   Den ligger i provinsen Kohgiluyeh och Buyer Ahmad, i den centrala delen av landet, 600 km söder om huvudstaden Teheran. Kafsh Kanān ligger 684 meter över havet och antalet invånare är 340.
Terrängen runt Kafsh Kanān är huvudsakligen kuperad, men åt nordost är den bergig.Runt Kafsh Kanān är det ganska tätbefolkat, med 60 invånare per kvadratkilometer. Närmaste större samhälle är Eydanak, 19,5 km nordost om Kafsh Kanān. Omgivningarna runt Kafsh Kanān är i huvudsak ett öppet busklandskap.